# Dorylaimellus macrodorus
Dorylaimellus macrodorus is een rondwormensoort. De wetenschappelijke naam van de soort is voor het eerst geldig gepubliceerd in 1880 door de Man.